# Zhanjiang

Lage der Stadt in der Provinz Guangdong

Zhanjiang (chinesisch 湛江市, Pinyin Zhànjiāng Shì, Jyutping Zaam3gong1 si5, veralt. französisch Fort Bayard) ist eine bezirksfreie Stadt in der chinesischen Provinz Guangdong. Sie liegt südwestlich der Provinzhauptstadt Guangzhou an der Küste des Südchinesischen Meeres bei der Halbinsel Leizhou.
Zhanjiang ist heute mit 6.981.236 Einwohnern (Stand: Zensus 2020) die viertgrößte Stadt der südchinesischen Provinz. Sie hat eine Fläche von 13.225 km², die die gesamte Halbinsel Leizhou und einige nördlich davon gelegene Gebiete umfasst. Zhanjiang besteht aus vier Stadtbezirken (zusammen 1.720 km² mehr oder weniger städtisches Siedlungsgebiet), drei kreisfreien Städten (Lianjiang, Leizhou und Wuchuan) und zwei Kreisen. In dem eigentlichen städtischen Siedlungsgebiet von Zhanjiang leben 1.931.455 Menschen (Stand: Zensus 2020).

## Geschichte
Ursprünglich war Zhanjiang ein kleiner Fischereihafen. Im Jahr 1898 besetzten französische Truppen die Stadt mit dem Ziel, dort eine Handelsniederlassung zu gründen. Ein 99-jähriger Pachtvertrag (ähnlich wie im Falle des deutschen Pachtgebietes Kiautschou und der New Territories der ehemaligen britischen Kronkolonie Hongkong) kam zustande; es entstand das französische Pachtgebiet Kwangtschouwan, welches allerdings bereits 1946 wieder unter chinesische Hoheit kam, nachdem es seit 1943 durch japanische Truppen besetzt gewesen war. Erst nach dem Zweiten Weltkrieg gelang Zhanjiang der Aufstieg zu einer bedeutenden Hafenstadt, der durch das chinesische Wirtschaftswachstum der vergangenen Jahre noch beschleunigt wurde. Durch die natürlichen Verhältnisse als Tiefwasserhafen begünstigt, gehört die Stadt heute zu den zehn umschlagstärksten Häfen der Volksrepublik. Neben dem Stückgut- und Containerumschlag stellen die Öl- und Gasförderung (offshore), Fischerei, Perlenzucht und Salzgewinnung die bedeutendsten Wirtschaftszweige Zhanjiangs dar.

## Geografische Lage
Zhanjiang befindet sich südwestlich der Provinzhauptstadt Guangzhou mit einem Zugang zum südchinesischen Meer (französisch Mer de Chine méridionale) an der Ostküste der Halbinsel Leizhou (französisch Péninsule de Luichow).
Während die Menschen in den Stadtbezirken den kantonesischen Dialekt sprechen, wird in den meisten Kreisen der hainanesische oder Leizhou-Dialekt, wie er auch genannt wird, benutzt. Nur in Lianjiang wird Hakka gesprochen. Für Zhanjiang gilt wie für alle anderen Orte in der Volksrepublik China auch die Pekinger Zeitzone (GMT +8).

## Klima
Zhanjiang hat ein feuchtes subtropisches Klima (Cwa nach Köppen-Geiger) mit kurzen, milden Wintern und langen, sehr heißen, feuchten Sommern. Die monatliche Durchschnittstemperatur liegt im Januar bei 15,9 °C und im Juli bei 29,0 °C. Von April bis September kommt es häufig zu schweren Monsunregenfällen. Bedingt durch das Meeresklima kann sich Zhanjiang sowohl der Hitze des Sommers als auch dem Frösteln des Winters entziehen.

## Administrative Gliederung

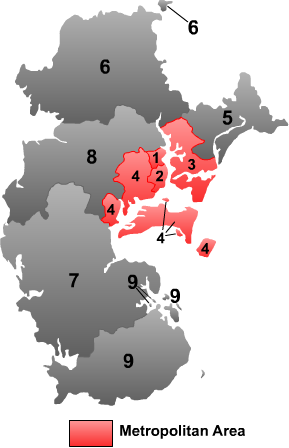
Administrative Gliederung der bezirksfreien Stadt Zhanjiang

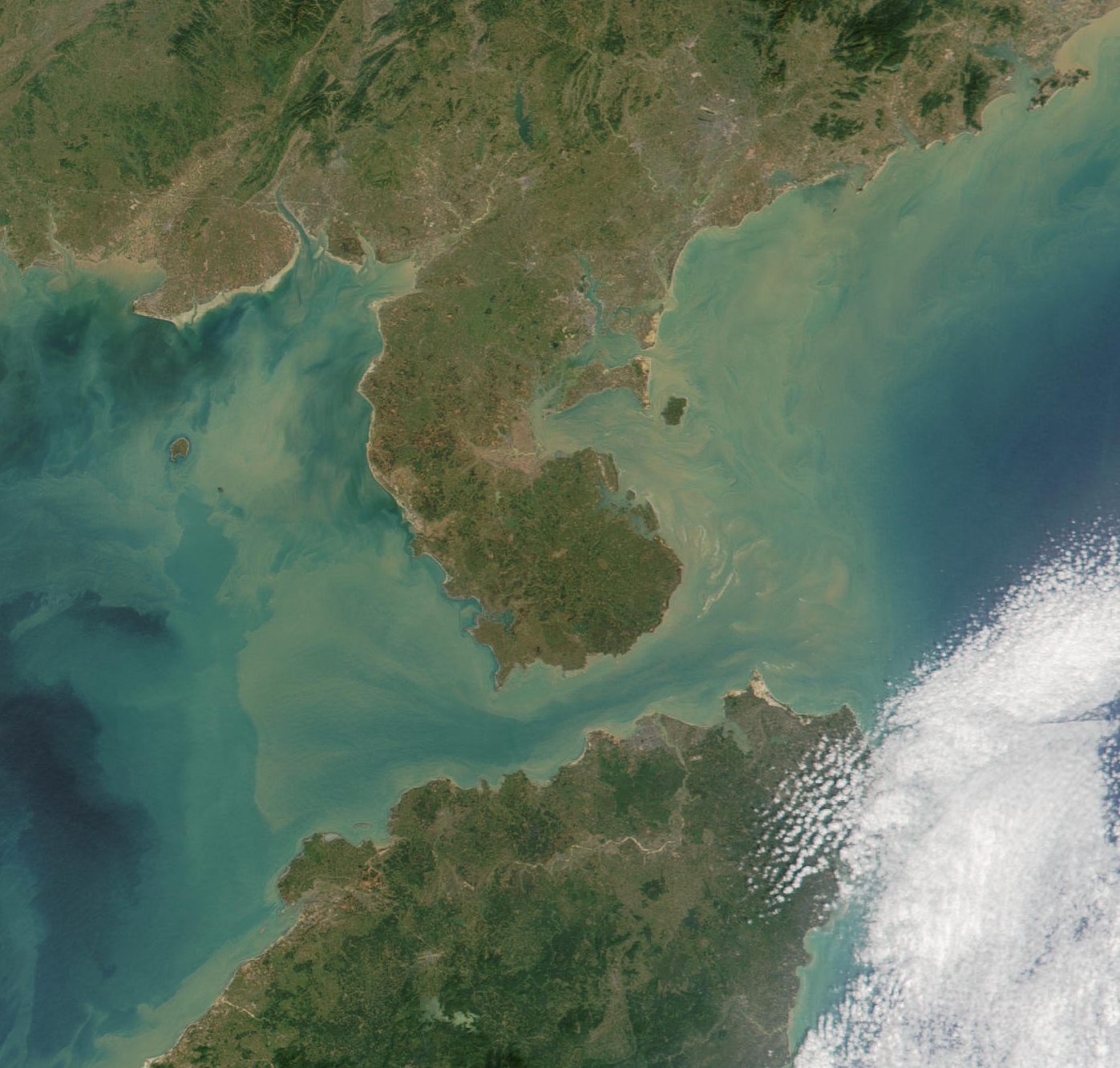
Satellitenbild der Halbinsel Leizhou

Die bezirksfreie Stadt Zhanjiang setzt sich auf Kreisebene aus vier Stadtbezirken, drei kreisfreien Städten und zwei Kreisen zusammen. Diese sind:
- (1) Stadtbezirk Chikan – 赤坎区 Chìkǎn Qū;
- (2) Stadtbezirk Xiashan – 霞山区 Xiáshān Qū;
- (3) Stadtbezirk Potou – 坡头区 Pōtóu Qū;
- (4) Stadtbezirk Mazhang – 麻章区 Mázhāng Qū;
- (5) Stadt Wuchuan – 吴川市 Wúchuān Shì;
- (6) Stadt Lianjiang – 廉江市 Liánjiāng Shì;
- (7) Stadt Leizhou – 雷州市 Léizhōu Shì;
- (8) Kreis Suixi – 遂溪县 Suíxī Xiàn;
- (9) Kreis Xuwen – 徐闻县 Xúwén Xiàn.

## Militär
In Zhanjiang befindet sich das Hauptquartier der Südseeflotte der Marine der Volksrepublik China. Außerdem sind hier zwei Marine-Brigaden stationiert.

## Wirtschaft
Zhanjiang ist eine Hafenstadt und ein Handelszentrum mit einer breit gefächerten industriellen Basis, darunter eine Werft, Textilfabriken, Zuckerraffinerien, Fabriken zur Herstellung von Automobilen, Chemikalien und Elektrogeräten sowie Reismühlen. Von 2012 bis 2014 wuchs die Wirtschaft von Zhanijang auf ein neues Niveau. Im Jahr 2013 erreichten die Gesamtinvestitionen mit 92 verschiedenen Schlüsselprojekten 306,9 Millionen. Im Jahr 2014 betrug das BIP von Zhanjiang 225,87 Milliarden Yuan. Das Wachstum des BIP betrug 10 Prozent.
Die Regierung geht davon aus, dass sich das BIP von Zhanjiang im Jahr 2017 auf 400 Milliarden verdoppeln wird und das BIP-Wachstum weiterhin bei fast 12 Prozent liegen wird. Mit der Erschließung des Wushi-Ölfeldes im Südchinesischen Meer vor der Küste von Zhanjiang im Jahr 2016 hat die Stadt weitere Bedeutung bei der Öl- und Gasexploration im Südchinesischen Meer erlangt.

## Denkmäler
Der Leuchtturm der Naozhou-Insel (Naozhou dengta 硇州灯塔) steht seit 1996 auf der Liste der Denkmäler der Volksrepublik China (4-218).

## Städtepartnerschaften
- Atlantic City, Vereinigte Staaten
- Cairns, Australien
- Geraldton, Australien
- iLembe, Südafrika
- Samborondón, Ecuador
- Serpuchow, Russland

## Persönlichkeiten
Liu Ou (chinesisch 劉鷗 / 刘鸥, Pinyin Liú Ōu; * 13. November 1986 in Zhanjiang)
ehemalige chinesische Synchronschwimmerin.
Quan Hongchan (chinesisch 全红婵; Pinyin Quán Hóngchán; * 28. März 2007 in Mazhang)
chinesische Wasserspringerin. Gewann bei den Olympischen Sommerspielen 2020 und 2024 die Goldmedaille im 10-m-Turmspringen.